# 高鑑
高鑑，字克明，河南開封府太康縣人，河南信陽衛軍籍，明朝政治人物。進士出身。

## 生平
早年出身國子生，河南鄉試第十六名。成化十四年（1478年）戊戌科會試第六十九名，殿試登進士第二甲第五十三名。

## 家族
曾祖父高智。祖父高昇。父亲高瓊，曾任訓導。